# Sandersellini
Los sanderselinos (Sandersellini) son una tribu de hemípteros auquenorrincos de la familia Cicadellidae. Tiene los siguientes géneros.

## Géneros
- Sandersellus[1]